# كيساوني
كيساوني هي مستوطنة  في كينيا's ساحل مقاطعة.